# Marietta de Patras
Marietta de Patras (- 12 de abril de 1503) fue la amante griega del rey Juan II de Chipre y la madre de su hijo ilegítimo el rey Jacobo II de Chipre. Poco después del matrimonio del Rey Juan con Helena Paleóloga, la nueva Reina ordenó que se cortara la nariz de Marietta. Después de la muerte de su hijo, la llevaron a Venecia, donde la mantuvieron en semicautiverio.

## Amante del Rey
Marietta nació en una fecha desconocida en Patras, Grecia. No se sabe cuándo llegó a Chipre, sin embargo, se convirtió en la amante del rey Juan II de Chipre antes de 1438. La Crónica de Florio Bustron la describe como "muy hermosa y prudente". Juntos, el Rey Juan y Marietta tuvieron un hijo, el Rey Jacobo II de Chipre (1439 / 1440-10 de julio de 1473), que reinó de 1463-1473. Se casó con Caterina Cornaro en 1472, por quien tenía un hijo póstumo, Jacobo III de Chipre; también tuvo cuatro hijos ilegítimos con un amante sin nombre.
En febrero de 1442, el rey Juan se casó con su segunda esposa, la princesa bizantina de catorce años Helena Palaióloga. Su primera esposa Amadea Paleóloga de Montferrato había muerto sin hijos en septiembre de 1440. Al enterarse de la existencia de Marietta y su hijo, la reina Helena ordenó cortar la nariz de Marietta.
La reina Helena continuó su enemistad hacia Jacobo. En 1456, fue nombrado arzobispo de Nicosia, un acto que la enfureció. Cuando asesinó a Iacopo Urri, el chambelán real el 1 de abril de 1457 y escapó a la isla de Rodas después de haber sido destituido de su cargo, el rey lo perdonó y lo restituyó a su arzobispado lo que enfureció aún más a la reina. En 1458, murieron el Rey Juan y la Reina Helena. La corona de Chipre pasó a la única hija sobreviviente de Juan con Helena, Carlota, que reinó como reina reinante. Jacobo, sin embargo, desafió su derecho a ocupar el trono, y con la ayuda de los mamelucos del Sultán de Egipto, Jacobo obligó a Carlota a huir de Chipre, y en 1463, fue coronado rey.
En 1468, el rey Jacobo le regaló a Marietta las aldeas de Pano Kivides, Lysos, Peristerona y Pelathousa.

## Cautiverio en Venecia
Cuando Jacobo murió el 10 de julio de 1473, llevaron a Marietta a Venecia y de allí a Padua, donde la colocaron en semi-cautiverio. Una decisión del Consejo de los Diez de Venecia del 22 de enero de 1479 registra que Marietta fue puesta bajo el control del magister puerorum regiorum Christopher Mutius. Marietta murió el 12 de abril de 1503 en Padua. Fue enterrada en la iglesia de San Agustín. Un epitafio registra la muerte de Marieta mater quondam Jacobi Cypri Regis.